# Ford Ranchero
Il Ford Ranchero era un veicolo pick-up derivato da automobili prodotto dalla Ford Motor Company tra il 1957 e il 1979 per il mercato statunitense.
Il Ranchero è stato il primo veicolo prodotto dalla Ford nel dopoguerra. Fu un veicolo di successo tanto da generare un concorrente: il Chevrolet El Camino.
Si può affermare che nonostante che i pick-up derivati da auto siano stati prodotti negli anni da diversi marchi anche in Europa, quelli prodotti negli USA sono probabilmente i più grandi e potenti mai realizzati.
Il Ford Ranchero era anche una delle auto preferite di Elvis Presley.

## Versioni

### 1957 - 1959
Tra il 1957 e il 1959 la base del Ranchero era costituita dalla piattaforma full-size della Ford Fairlane. Due erano i modelli disponibili: il Ford Ranchero e il Ford Ranchero Custom. La prima versione era pensata quale veicolo standard per l'utilizzo da parte degli agricoltori. Il secondo modello era una versione più accessoriata e poteva montare molti degli optional e degli accessori presenti nella linea della Ford Fairlane quali le modanature in acciaio e la verniciatura bicolore. Entrambi i modelli potevano montare tutti i motori disponibili per la Fairlane fino al 5,8 L Thunderbird Special.

### 1960 - 1966
Nel 1960 il Ranchero diminuì le sue dimensioni in quanto la piattaforma sulla quale venne basato divenne quella della Ford Falcon. La Ford riteneva che il mercato richiedesse un veicolo più pratico, leggero ed economico di un pick-up full-size. Il successo del Ranchero continuò anche in questa nuova forma. Le motorizzazioni disponibili andavano dall'economico 2,4 L 6 cilindri in linea, che era il motore standard, al 4,3 L V8 che su un veicolo di queste dimensioni forniva delle prestazioni abbastanza vivaci.
Il Ranchero si sviluppò seguendo l'evolversi della Falcon e quindi in seguito divenne disponibile anche un più grande motore da 4,8 L sempre V8.
Il modello prodotto nell'anno 1966 fu un modello a parte in quanto subì una nuova evoluzione. Questo modello fu l'ultimo Ranchero ad essere basato sulla Falcon.

### 1967
Il 1967 vide un nuovo cambiamento radicale nel Ranchero in quanto la Ford scelse una nuova e più grande piattaforma, di nuovo quella della Fairlane, su cui realizzarlo. Il veicolo fu ben accolto dalla clientela e si caratterizzava per le sue linee dritte e pulite, i doppi fari e molta potenza. I motori disponibili andavano dal 3,3 L 6 cilindri in linea fino al 6,4 L FE V8 che forniva 315 hp (235 kW) di potenza.

### 1968 - 1971
Il 1968 vide la Fairlane sostituita dalla Ford Torino e di conseguenza la Ford decise di utilizzare per il Ranchero questa piattaforma. Questo modello aveva una calandra appuntita poco profonda, linee e parte anteriore morbide e in qualche punto curve. I modelli disponibili erano tre: lo standard, il 500 e il GT. Il modello standard era il più economico e meno prestazionale mentre il GT era il modello top della gamma. Su questi modelli potevano essere ordinati quasi tutti gli optional disponibili per la Torino, tra questi anche tutti i motori, fino al 7 L Cobra Jet. erano disponibili optional anche per questo motore che poteva essere dotato del sistema di aspirazione ram air. Con questo motore il Ford Ranchero diveniva un veicolo veramente potente e dalle elevate prestazioni..
Nel 1971 il Ranchero seguì l'evoluzione della Ford Torino e divenne disponibile il motore Ford 429 da 7 L anche nella versione più potente cioè la Super Cobra Jet.

### 1972 - 1976
Il 1972 vide il Ranchero e la Torino completamente rinnovati. Sul Ranchero venne ridisegnata la calandra che divenne larga e a bocca di pesce. Venne ridotta la potenza disponibile per l'entrata in vigore delle normative sui consumi e sulle emissioni. Il motore più grande disponibile era il 5,75 L Cleveland che era disponibile anche nella versione Cobra Jet.

### 1977 - 1979
Con la fine della produzione della Ford Torino, avvenuta nel 1976, il Ranchero necessitava di una nuova piattaforma. Questo problema venne risolto, in modo piuttosto originale, con l'adozione nella piattaforma della Ford Thunderbird, un coupé di fascia alta che proprio in quegli anni stava subendo delle modifiche, a cui si aggiunsero delle caratteristiche della Ford LTD full-size di quegli anni. Il ranchero era ancora disponibile nei tre modelli che lo caratterizzavano dal 1968: standard, 500 e GT. I motori arrivavano fino al 6,6 L.
La produzione del Ranchero cessò nel 1979. Le autovetture stavano diventando più piccole e caratterizzate da severe restrizioni per quello che riguardava il consumo e le emissioni, rendendo poco appetibili questi modelli di pick-up. Infatti i modelli non derivati da autovetture, classificati negli Stati Uniti come veicoli da trasporto leggeri per esempio l'Hummer H1, avevano una legislazione più favorevole. Di conseguenza la Ford individuò in questi ultimi veicoli il futuro e su di questi si concentrò. Oggi il Ranchero è un veicolo da collezione richiesto, soprattutto nelle versioni fino al 1966.